# Лонгстафф, Джон
Джон Лонгстафф (англ. John Campbell Longstaff; 10 марта 1861 — 1 октября 1941) — австралийский военный художник, пятикратный лауреат премии Арчибальда. Двоюродный брат художника Уилла Лонгстаффа.

## Биография
Джон Лонгстафф родился в Клансе (Clunes), Виктория. Он был вторым сыном кладовщика Ральфа Лонгстаффа и Джанет (Джесси) Кэмпбелл. Джон получил образование в школе-интернате для детей горняков. Позже он учился в Мельбурнской художественной школе.
В январе 1888 Джон отправился в Париж, где выставлялся в парижском салоне. Позже он переехал в Лондон, где написал много портретов. Потом он в 1894 году вернулся в Австралию. В 1901 году он ездил в Лондон, где выставлялся в Королевской Академии художеств.

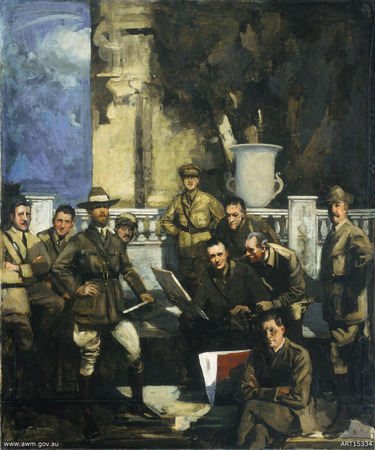
Лонгстафф на картине Джорджа Коутса Australian official war artists, 1916-1918 (см. описание внутри иллюстрации)

В Первую мировую войну Лонгстафф был назначен официальным военным художником в австралийских пехотных войсках. В армии художник выполнил несколько портретов офицеров. По возвращении в Австралию он выиграл несколько призов за свои работы, а в 1924 году был назначен президентом Викторианского общества художников, в 1927 году — попечителем Национальной галереи Виктории. В 1928 году был посвящён в рыцари — только лучший художник Австралии мог быть удостоен такой чести.
Первым национальным портретом Австралийской женщины считается портрет художницы Эллис Роуэн (Ellis Rowan), нарисованный Лонгстаффом в 1929 году.
В 1948 году Ниной Мердок была написана и опубликована биография художника «Портрет в юности» («Portrait in Youth»). Его портрет Нины Мердок (1920) висит в читальном зале Национальной библиотеки Австралии, Канберра.
Основной премией в Австралии в области портретной живописи является премия Арчибальда (Archibald). Премия присуждается за «лучший портрет мужчины или женщины, имеющих заслуги в области науки, политики, искусстве или литературе. Портрет должен принадлежать кисти художника, проживающего в Австралии в течение не менее двенадцати месяцев, предшествующих дате написания портрета». Лучшими работами Лонгстаффа, получившими премию Арчибальда были:
- 1925 — Portrait of Maurice Moscovitch
- 1928 — Portrait of Dr Alexander Leeper
- 1929 — W A Holman, KC
- 1931 — Sir John Sulman
- 1935 — A B ('Banjo') Paterson

## Галерея

Некоторые работы
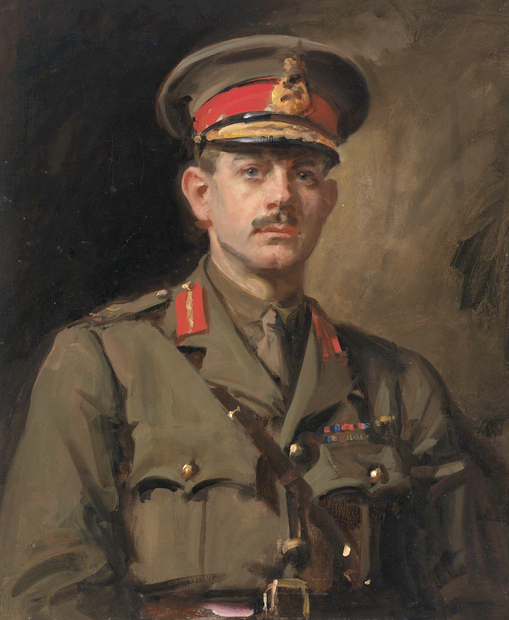
Iven Mackay
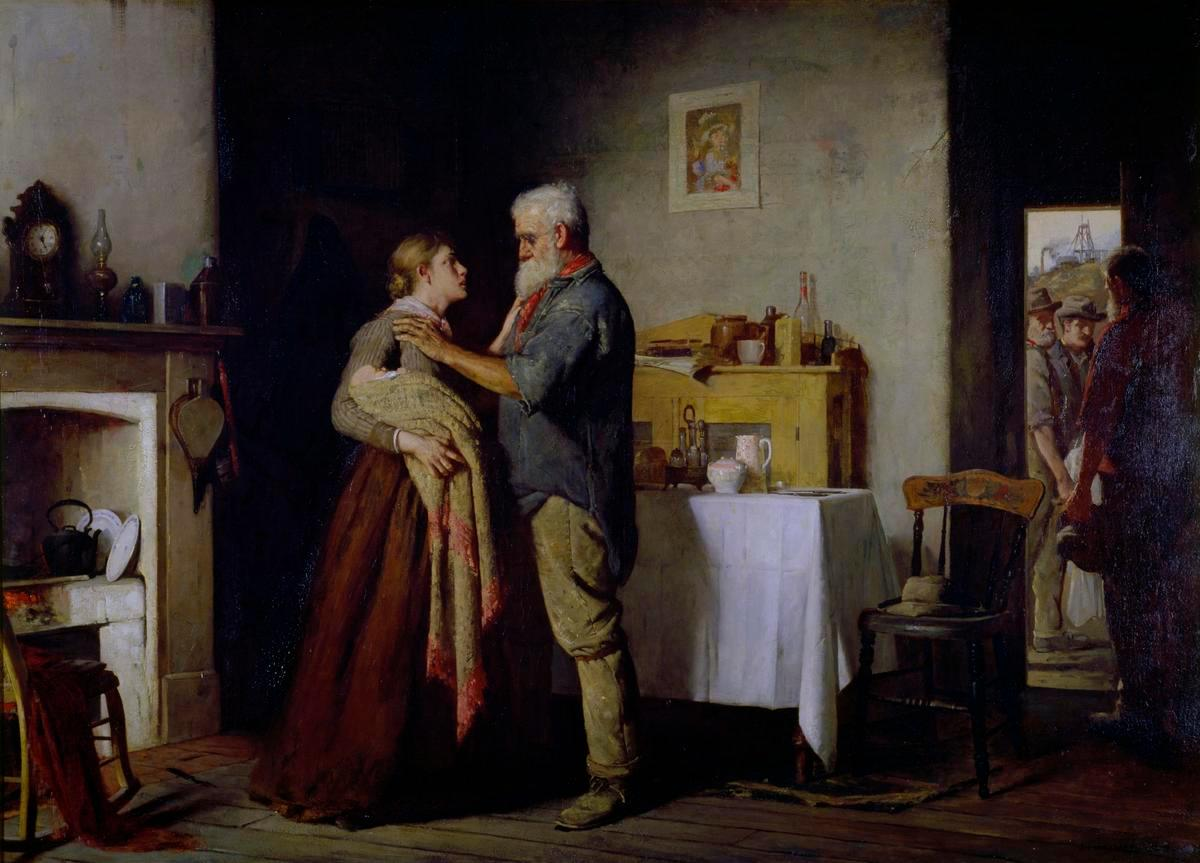
Плохие новости; 1887, Художественная галерея Западной Австралии
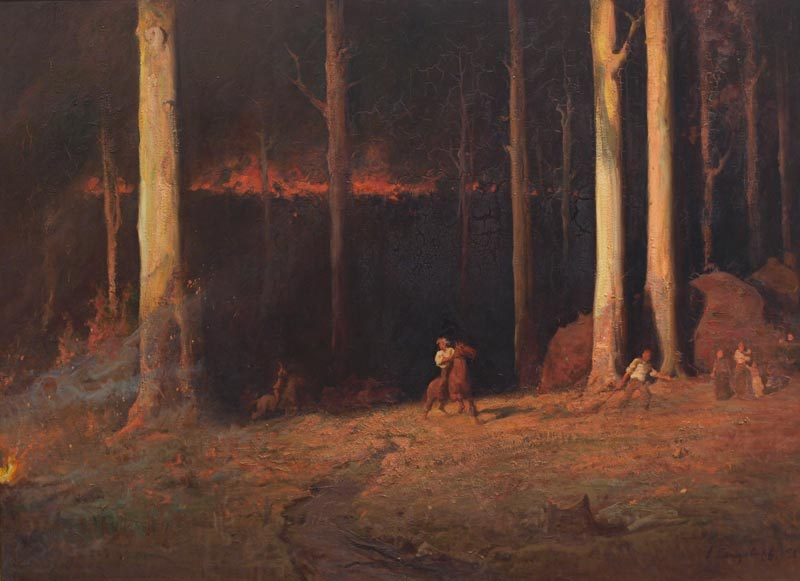
Джипсленд, в воскресенье вечером, 20 февраля, 1898; Национальная галерея Виктории
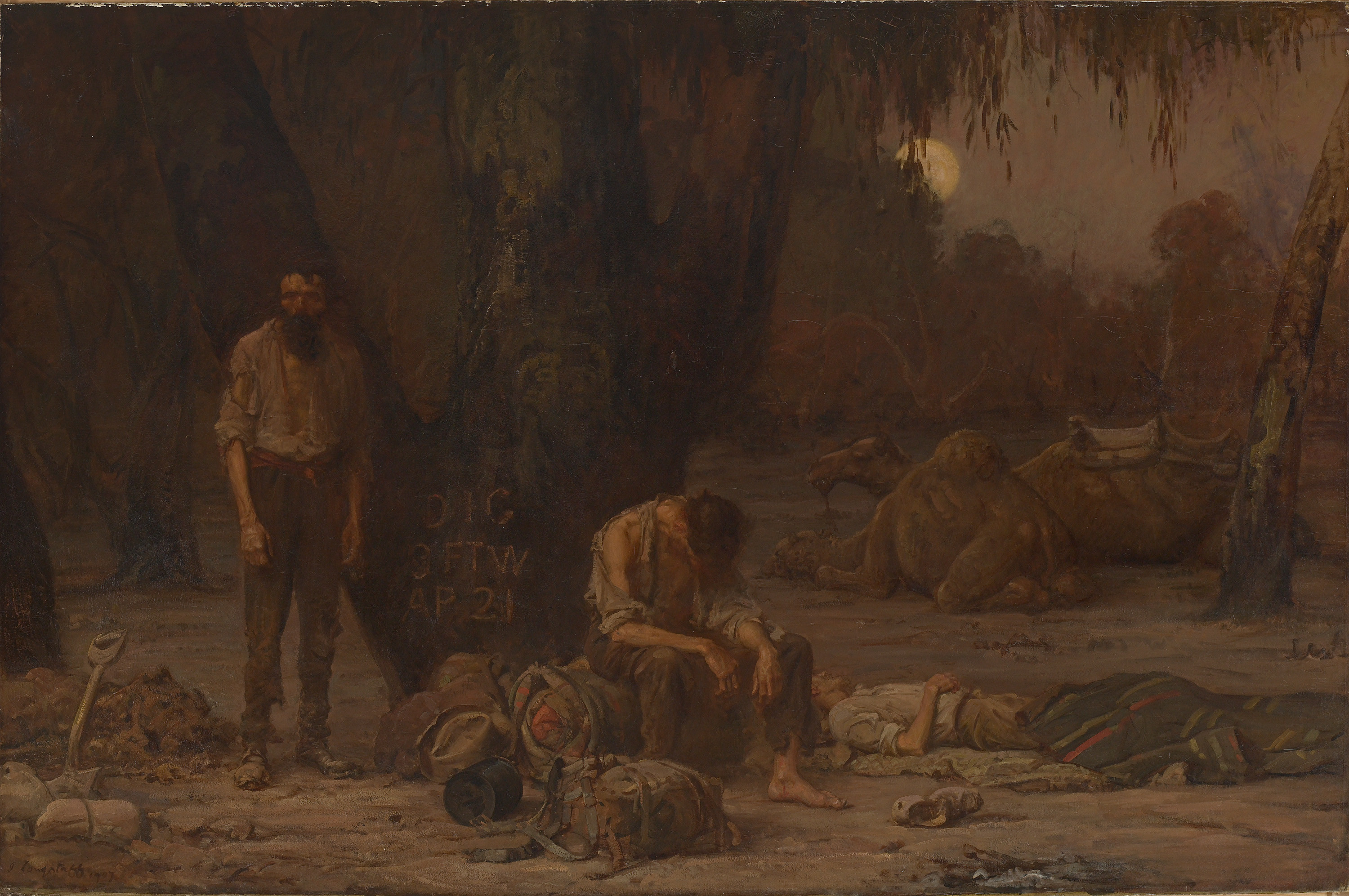
Прибытие Берка, Уиллса и Кинга в заброшенный лагерь на Купер-крик, воскресенье вечером, 21-го апреля 1861; 1907, Национальная галерея Виктории
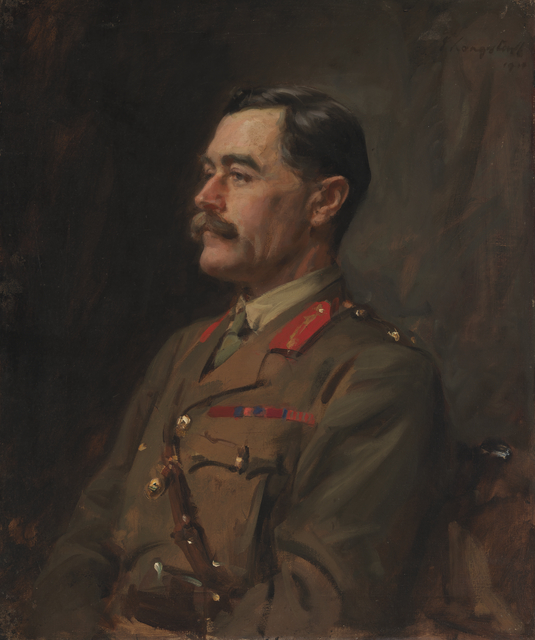
Walter Coxen